# Matěj Blümel
Matěj Blümel (Tábor, República Checa, 31 de mayo de 2000) es un jugador profesional checo de hockey sobre hielo que se desempeña en la posición de extremo derecho en Dallas Stars, equipo de la National Hockey League (NHL).

## Carrera
Fue seleccionado en la cuarta ronda en la NHL Entry Draft de 2019. En 2022 hizo su debut profesional con el equipo Dallas Stars, donde lleva jugando una temporada.